# Тайбугинский юрт
Тайбугинский юрт (Тайбугин юрт, Тайбугинская страна) — административная единица Золотой Орды, впоследствии Сибирского ханства, образовавшийся в Западной Сибири в начале XIII века внутренний улус Золотой Орды со столицами в Чинги-Туре и позже в Кашлыке. С 1420 года стал улусом Сибирского ханства, после похода Ермака часть юрта откочевала в Ногайскую Орду.
Юрт получил название по имени своего основателя Тайбуги.

## Первые упоминания о юрте
- Тайбугин юрт, находящийся в бассейне Иртыша, упоминается в сочинении Утемиша-хаджи «Чингиз-наме», написанном до 1558 года.[1]
- В письме ногайского тайбуги Урмамета в Москву от 1586 года используется выражение «Тайбугинская страна».[2]
- Тайбугин юрт, состоявший из улусов, упоминается в грамоте хану Кучуму, направленной из Москвы в 1597 году.[3]

## Тайбугинские мурзы
Исследователь Дамир Исхаков отождествляет титул тайбугинских (сибирских) князей с золотоордынским институтом беклярбека, управляющего улусом.
- Тайбуга — первый тайбугинский мурза Сибири (1220-?)
- Мар (Умар, Омар) — муж сестры хана Ибака (1468—1480)
- Ходжа
- Адер (Одер, Обдер) — сын Мара, возможный племянник хана Ибака
- Абалак (Ябалак, Ебалак) — сын Мара, возможный племянник хана Ибака
- Гази бий — тайбугинский мурза Сибири (?-1428)
- Муса бии — тайбугинский мурза Сибири (1460—1495)
- Мухаммед — тайбугинский мурза Сибири (1495—1502)
- Ангиш (Агиш) — сын Абалака, двоюродный брат Мухаммеда Тайбуги
- Касым — тайбугинский мурза Сибири (1502—1530)
- Бек-Булат — тайбугинский мурза Сибири (1555—1558)
- Едигер — тайбугинский мурза Сибири (1530—1563)
- Сейд Ахмед (1583—1588)